# Acrotriche halmaturina
Acrotriche halmaturina là một loài thực vật có hoa trong họ Thạch nam. Loài này được B.R.Paterson mô tả khoa học đầu tiên năm 1960.